# Christóforos Zográfos
Christóforos Zográfos (en grec : Χριστόφορος Ζωγράφος, né le 24 mars 1969 à Athènes) est un ancien arbitre grec de football, qui a été international de 2004 à 2008. Il a surtout arbitré des matchs des jeunes (-17,-19 et -21), grecs et européens.

## Carrière
Il a officié dans une compétition majeure : 
- Championnat d'Europe de football des moins de 17 ans 2004 (3 matchs dont la finale)